# Karł Dawydow
Karł Juljewicz Dawydow (ros. Карл Юльевич Давыдов, ur. 3 marca?/15 marca 1838 w Kuldydze, zm. 14 lutego?/26 lutego 1889 w Moskwie)  – rosyjski wiolonczelista i kompozytor, nazywany przez Piotra Czajkowskiego „carem wiolonczelistów”. Młodszy brat matematyka i inżyniera Augusta Dawydowa.

## Życiorys
Był synem żydowskiego lekarza i skrzypka amatora . Od 1850 studiował grę na wiolonczeli pod kierunkiem H. Schmidta w Moskwie i H. Schubertha w Petersburgu. Studiował matematykę na Uniwersytecie Moskiewskim, który ukończył w czerwcu 1858 . Następnie wyjechał do Lipska, by studiować kompozycję u Moritza Hauptmanna . 15 grudnia 1858 został zaproszony do wykonania własnego II Koncertu wiolonczelowego h-moll z Orkiestrą Gewandhaus. Od 1859 był pierwszym wiolonczelistą tej orkiestry oraz prowadził klasę wiolonczeli w lipskim konserwatorium .
Do Rosji wrócił w 1862, otrzymał tytuł cesarskiego wiolonczelisty. Rok później został mianowany profesorem w Konserwatorium Petersburskim. W tym czasie został pierwszym wiolonczelistą Teatru Maryjskiego i członkiem kwartetu Rosyjskiego Towarzystwa Muzycznego, kierowanego po 1868 przez Leopolda Auera. W latach 1876–1887 pełnił funkcję dyrektora Konserwatorium Petersburskiego .
Dawydow został uznany za jednego z najwybitniejszych wiolonczelistów swoich czasów , był znakomity zarówno jako solista, jak i kameralista. Koncertował w Rosji i w większości krajów Europy (w Polsce w 1872 i 1887) .
Osiedlił się w Moskwie . Prywatnie był blisko związany z Piotrem Czajkowskim.

## Twórczość
W 1875 rozpoczął pracę nad operą Połtawa z librettem Wiktora Burenina na podstawie wiersza Aleksandra Puszkina, ale w 1876, po mianowaniu na dyrektora konserwatorium, zrezygnował z dalszej pracy nad operą i w 1881 wysłał libretto Czajkowskiemu, który po modyfikacjach wykorzystał je w swojej operze Mazepa .
Pisał utwory orkiestrowe, w tym cztery koncerty wiolonczelowe, utwory kameralne oraz wokalne na głos z towarzyszeniem fortepianu . Dokonał wielu transkrypcji i aranżacji na wiolonczelę utworów Fryderyka Chopina, Stanisława Moniuszki, Roberta Schumanna i innych. Autor szkoły gry na wiolonczeli.